# Águas de Lindoia
Águas de Lindóia és un municipi de l'Estat de São Paulo, un dels onze municipis paulistes considerats residències hidrominerals de l'Estat de São Paulo.

## Geografia
L'altitud mitjana del municipi és de 945 metres, aconseguint el seu punt més alt la muntanya Morro Pelado, als 1.400 metres d'altitud. Per aquestes característiques té un clima agradable, classificat com a transició entre subtropical i tropical d'altitud.
El turisme, gràcies a la fama de les seves fonts termals, la venda d'artesanies - especialment tricot - i l'embotellament d'aigua mineral són les principals fonts de renda del municipi.